# EVA (mecha)

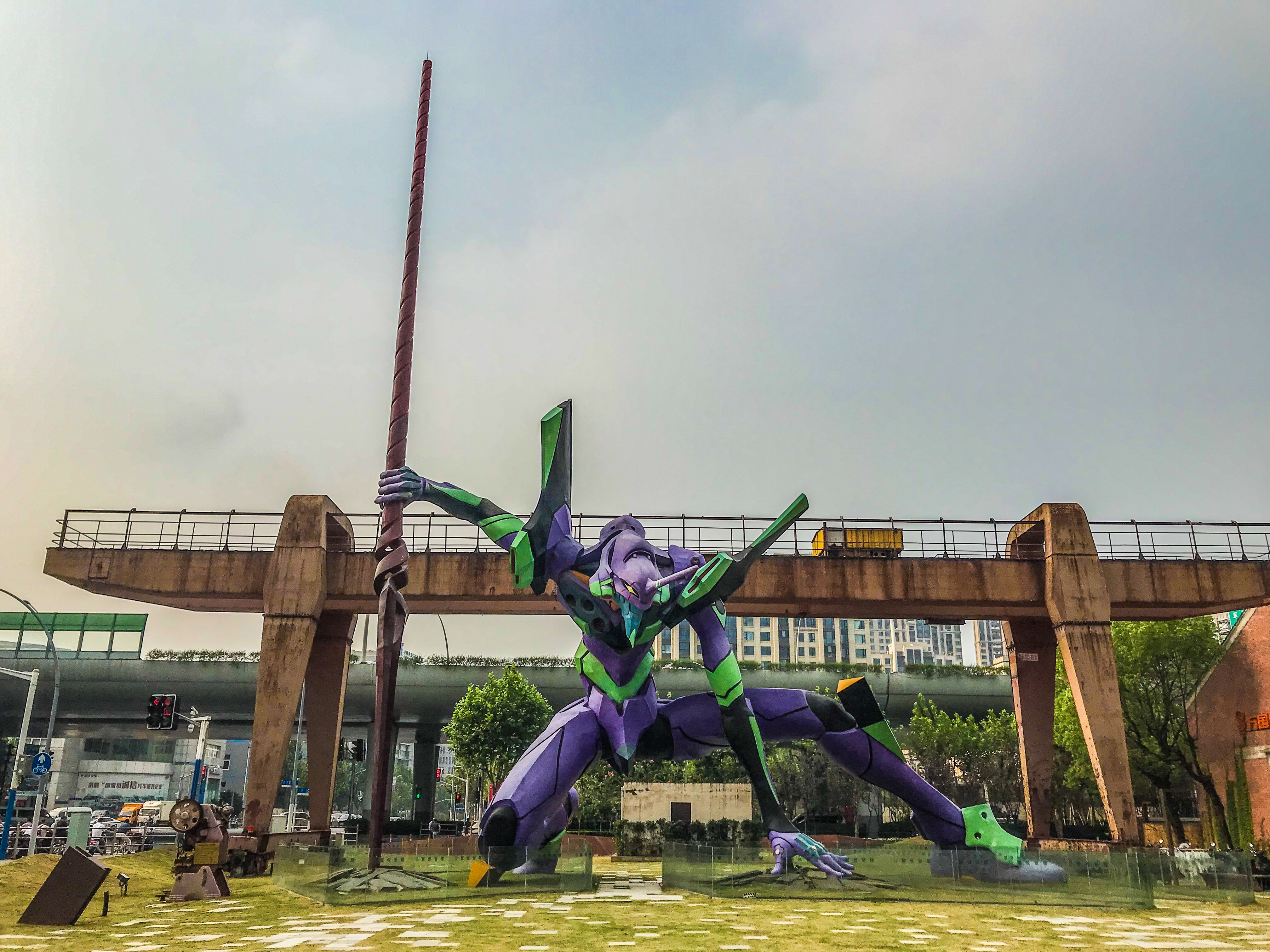
Una estatua de una EVA en China.

En el manga y anime Neon Genesis Evangelion, los Evangelion (acortado a EVA) son bio mechas ficticios pilotados por los personajes denominados como Children. En el universo de la serie, los EVA fueron creados por NERV para la defensa de Tokio-3 de la amenaza de los ángeles.
El diseño de los EVA fue realizado por Ikuto Yamashita y el director de la serie Hideaki Anno.

## Diseño
Aunque visualmente aparentan ser simples robots gigantes, los EVA son en realidad seres biológicos artificialmente creados con infraestructura mecánica, polímero flexible y armadura implantados. Esta armadura es casi impenetrable para las armas comunes utilizadas en la serie, pero tiene distintos niveles de efectividad contra los ataques de los Ángeles.
Cerca del final de Evangelion se revela que todos los EVA excepto uno son en realidad derivados del primer Ángel, Adán. La unidad 01 es única por haber nacido del segundo Ángel, Lilith. Con estas revelaciones, el verdadero propósito de su armadura es revelado no como protección, sino como anclajes para reprimir y controlar sus movimientos.
La altura exacta de los EVA nunca es especificada. Los Evangelion no tienen un tamaño fijo en la serie y varían en dimensiones como la visión de la escena lo requiere, pudiendo ser apreciado desde 30 hasta al menos 200 metros de altura. Esta medida se basa en el tamaño de sus manos comparado con las personas, el tamaño de las huellas del ángel Sachiel, el tamaño de los entry plugs y comparaciones con edificios, armas y vehículos como portaaviones y helicópteros. Aún a pesar de su enorme tamaño, son capaces de realizar movimientos sobrehumanos, pues son capaces de saltar fácilmente su propia altura y dar saltos de cientos de metros.
Para reforzar sus movimientos, utilizan una fuente eléctrica generada por baterías internas, un cable umbilical o un motor S² (en la unidad 01 de forma no oficial y en los modelos de Producción en Masa). Oficialmente, la carga de la batería interna varía: un minuto utilizando todas las funciones (Racing Mode en inglés), cinco minutos en modo de mínimo consumo (Normal Mode) y dieciséis horas si solo se utiliza en el modo de supervivencia del piloto (Slow Mode). A pesar de ello, la diferencia entre los dos primeros modos no está clara para algunos, pero como se cita en la misma serie, el avance tecnológico de los EVA se da en gran medida al transcurrir sus combates contra los ángeles: mientras que la unidad 02 solo aguantó un minuto durante su lucha con el ángel Gaghiel, más tarde se mantuvo hasta cinco en el enfrentamiento contra los EVA de producción serial, un combate mucho más exigente. Baterías auxiliares pueden ser agregadas para ayudar al EVA.
Los EVA no muestran armas integradas, a excepción de la Unidad 02 y otros ejemplos, pero pueden manejar armas manuales para combatir a sus enemigos. Son tales como pistolas, ametralladoras, lanzacohetes, rifles de positrones y demás, e incluso armas blancas como hachas, sierras, lanzas y sobre todo el cuchillo progresivo, el cual es transportado en su armadura. Las unidades de Producción en Masa portan lanzas de Longinus grises capaces de deformarse y convertirse en hojas de doble filo, las cuales son sus únicas pero eficaces armas.
Los EVA son controlados por una combinación de controles manuales en el entry plug (principalmente para las armas de fuego) e impulsos nerviosos directos del piloto desde el plug suit y los clips nerviosos A10. Los pilotos también reciben impulsos desde el EVA, e incluso experimentan dolor cuando los EVA reciben daño, aunque en una escala ligeramente menor; este dolor está relacionado con el grado de sincronización con el EVA. A pesar del generalmente buen control provisto por los impulsos nerviosos, en algunas ocasiones -generalmente cuando el piloto se halla inconsciente- los EVA pueden entrar en un estado de descontrol llamado "Berserker". En este estado, el EVA se mueve por sí solo, ignorando requerimientos de energía y deterioro físico; su conducta se vuelve salvaje y aumenta su fuerza de combate exponencialmente.
Los pilotos son vistos atravesar múltiples pruebas de sincronización, las cuales son parte de su rutina de trabajo. Hacia el final de la serie, se revela que los pilotos se sincronizan con almas humanas enlazadas con los EVA durante los experimentos de Contacto realizados por NERV y su predecesor Gehirn. Los EVA también pueden ser controlados por un piloto automático, el dummy plug, los cuales están basados en patrones de conducción de Rei Ayanami y Kaworu Nagisa. Los EVA están casi universalmente asociados con un piloto específico. Otra persona intentando pilotar un EVA ajeno puede causar una violenta pérdida de control en el Evangelion. Las excepciones a esto son Rei y Kaworu, a quienes sus capacidades les permiten controlar casi cualquier EVA sin consecuencias.
Los EVA son nombrados en el formato unidad n contando desde la unidad 00, en la traducción de ADV Films, y es usado en la mayoría de los artículos relacionados con Neon Genesis Evangelion. Sin embargo, el formato inglés usado en la versión japonesa original es EVA n, el cual es el formato alternativo usado. Otras variaciones existen, por ejemplo, unidad-n. EVA-n, Eva-n, etc. En el diálogo japonés, son referidos como Zerogōki, Shogōki, que básicamente significa unidad 0, unidad 1.

## Prototipos / Modelos de prueba

### Unidades EVA previos a la unidad 00
El episodio 23 y The End of Evangelion muestran que se construyeron varias docenas de prototipos fallidos de los modelos EVA, anteriores a la unidad 00. Estos se encuentran en el cementerio de los EVA, oculto en uno de los niveles más bajos del cuartel general de NERV, donde sus esqueletos, armaduras e implantes cibernéticos permanecen almacenados. Según lo visible, se trataba de Evangelions de armadura roja y naranja con cinco ojos en sus cascos, y algunos de ellos con hondas malformaciones óseas, siendo esta la probable causa de su rechazo.
En el episodio 23 original, los restos de las unidades fallidas están agrupados cuidadosamente en el suelo de un enorme sótano, mientras que la versión Director's Cut las muestra apiladas sin orden en una serie de fosas excavadas. The End solo muestra los cascos y espinas dorsales de los prototipos, suspendidos verticalmente en una enorme cámara.

### Cuerpos de simulación
Los cuerpos de simulación (模擬体 Mogitai?) son tres EVA incompletos guardados en la caja Pribnow en los cuarteles generales de NERV, según se ve en el episodio 13. No tienen armadura, miembros o núcleos visibles, y solo conforman un torso al que se conectan múltiples cables de las instalaciones, careciendo de medios de desplazamiento (aunque sí pueden moverse ligeramente, como se demostró cuando Rei mueve una mano o cuando Iruel toma posesión de uno de los cuerpos).
En Evangelion: 1.0 You Are (Not) Alone, el entrenamiento de armas de fuego que recibe Shinji se realiza mediante un cuerpo de simulación, en contraste con el anime y el manga, donde la unidad 01 es enlazada a equipos de realidad virtual. El cuerpo utilizado es distinto al de la serie, pareciéndose más al sistema nervioso y esqueleto desnudos de un Evangelion.

### Evangelion Unidad 00
La unidad 00 (零号機 Zerogōki?) es el primer prototipo exitoso de Evangelion, y es pilotado durante la serie por Rei Ayanami. El diseño de su armadura es similar al de los Evangelions fallidos, llevando un casco tiene aspecto macizo abierto en dos cúpulas, siendo una de ellas el visor de un ojo y la otra un globo verde transparente de función desconocida. Al principio de la serie, su armadura es de color amarillo anaranjado y con hombreras redondeadas; sin embargo, tras ser dañada por el Ángel Ramiel recibe una armadura nueva, en tono azul y dotada de los habituales dispositivos de restricción en forma de hombros altos, junto con retrocohetes equipados y un compartimento para el cuchillo progresivo. El aspecto real de la unidad 00 es desconocido, ya que nunca es mostrada sin su casco o sin porciones sustanciales de su armadura, a diferencia del resto de Evangelions.
Esta unidad es la más inestable de todos los Evangelions mostrados, y entra en modo berserk tanto en su primera activación bajo el mando de Rei Ayanami como en una activación experimental bajo Shinji Ikari. También es el menos utilizado de los tres Evangelions principales, ya que sus inferiores especificaciones de batalla la relegan a un rol auxiliar, así como el primero de ellos en ser destruido, siendo activando su dispositivo de autodestrucción por Ayanami para acabar con el Ángel Armisael. La naturaleza del alma contenida en su interior nunca se especifica, aunque se encuentra conectada a Rei de alguna manera, implicándose incluso que podría ser el alma de Naoko Akagi o de la primera Rei.
En Rebuild of Evangelion, el diseño de la unidad 00 recibe más partes blancas y grises junto con el amarillo, y sus hombros iniciales ya cuentan con los seguros de restricción incorporados en las otras unidades. Cuando la unidad 03 llega a Japón, SEELE recomienda congelar la unidad 00, pero Gendo prefiere hacerlo con la unidad 02 en su lugar por motivos desconocidos. La unidad es destruida en la película Evangelion: 2.0 You Can (Not) Advance, donde el Ángel Zeruel la devora y asimila, dejando solo sus pies y su casco.

### Evangelion Unidad 01
La unidad 01 (初号機 Shogōki?) es el primer prototipo Evangelion de la serie creado especialmente para el combate, y es pilotado por Shinji Ikari (con Rei Ayanami o el sistema Dummy Plug como suplentes). A diferencia de los demás EVA, que son creados a partir de Adán, la unidad 01 es creada a partir de Lilith, y en ella reside el alma de Yui Ikari, la madre de Shinji, como consecuencia de un experimento de contacto fallido. A causa de esto, la unidad entra frecuentemente en modo berserk cuando su piloto es incapacitado, revelando capacidades superiores a las del resto de Evangelions. La unidad 01 toma parte en la destrucción de la mayor parte de los Ángeles de la serie.
La armadura de la unidad 01 es principalmente púrpura oscuro y verde neón, con algunos componentes azul celeste, naranja y negro. El casco recuerda a la cabeza de un ceratopsiano, en oposición al diseño humanoide de otros EVA, y ostenta un característico cuerno en vertical sobre la cimera, así como dos secciones separadas que permiten abrir la boca rompiendo una serie de sellos. Las placas pectorales también son diferentes a las del resto de unidades, y semejan músculos pectorales humanos. Bajo la armadura posee piel marrón oscura, una formación ósea redondeada en la cabeza, dos ojos verdes, cuatro fosas nasales situadas preorbitalmente y sangre roja.
Tras desfigurar salvajemente al decimocuarto Ángel, Zeruel, la unidad 01 devora al Ángel y asimila su motor S², volviéndola de esta manera la primera unidad físicamente completa hasta la construcción de las unidades de Producción en Masa. El motor S² parece ser usado solo por la voluntad de la unidad 01; tras adquirirlo, el EVA es todavía enviado a la batalla con un cable umbilical, debido a la incapacidad de NERV de operar de forma segura el motor S² dentro de la unidad. Justo antes de absorber el motor S², la unidad 01 usa uno de los brazos de Zeruel para regenerar su brazo izquierdo, el cual había sido mutilado por uno de los ataques del Ángel, demostrando la capacidad de regeneración de los Ángeles.
Al final de la serie, en The End of Evangelion, la unidad 01 es utilizada por SEELE para sustituir a Lilith (imposible de usar debido a la pérdida de la Lanza de Longinus) en su versión del Tercer Impacto. Durante este ritual, la unidad desarrolla múltiples alas como puede verse en la cabecera de la serie, y pasa a estar controlada por el alma residente en ella. Tras el Tercer Impacto, la unidad es dejada flotando a la deriva en el espacio exterior, fosilizada y aún conteniendo el alma de Yui, según ella como prueba inmortal de la existencia humana.
En Rebuild of Evangelion, el diseño de la unidad 01 posee más partes verde neón en la cabeza, pecho, abdomen y brazos, y el cuchillo progresivo y su mecanismo de almacenaje también son rediseñados; así mismo, su piel orgánica es más clara. Su actuación de Evangelion: 2.0 You Can (Not) Advance en adelante cambia notablemente: durante su batalla con Zeruel, su modo berserk se convierte en un estado superior de existencia de los Evangelions, haciendo brillar su armadura en tonos rojos y conferiéndole poderes similares a los Ángeles, como un campo AT reforzado, regenerar sus miembros con extremidades de luz, y lanzar ondas y rayos de energía. La unidad destruye a Zeruel, absorbe su núcleo e inicia el Tercer Impacto por su propia cuenta, todo ello debido a la resolución de Shinji de salvar a Rei, atrapada en el Ángel. Sin embargo, la llegada de Kaworu en el Evangelion Mark.06 detiene el evento, empalando a la unidad en una lanza. La unidad 01 reaparece en Evangelion: 3.0 You Can (Not) Redo, enclaustrada en una estructura en forma de teseracto en el espacio durante 14 años con su piloto en presumible animación suspendida en su interior. Tras ser rescatada por las unidades 02 y 08, es bajada a tierra y utilizada como fuente de energía del navío AAA Wunder.

## Unidades Evangelion de producción en masa
Las unidades Evangelion de producción en masa estandarizan la construcción de EVA ya perfeccionados, pudiendo tener diferentes formas y configuraciones. Aunque el cuerpo suele cambiar poco, la cabeza y el número de ojos cambia considerablemente: la unidad 02 tiene cuatro, las unidades 01, 03 y 04 poseen dos, y el resto no tienen ojos visibles.
Según Misato, la unidad 05 y la unidad 06 son originalmente planeadas para ser una continuación del diseño del modelo de producción usado para las unidades 02-04. Sin embargo, cuando SEELE comienza a construir los Evangelions de Producción en Masa 05-13, los planes anteriores se descartaron. Los fondos destinados a ello son utilizados para reparar a las unidades 00 y 02 tras la batalla con el Ángel Zeruel. En el segundo film en la tetralogía Rebuild of Evangelion, nuevas versiones de las unidades 05 y 06 son mostradas (siendo la unidad 06 renombrada a Mark.06, siendo la primera unidad de la serie Mark).

### Evangelion Unidad 02
La unidad 02 (弐号機 Nigōki?) es el primer Evangelion de producción en masa. Es pilotada por Asuka Langley y es el primer EVA construido específicamente para el combate, combinando la eficiente construcción de la unidad 01 con armas especiales, como baterías, lanzaespinas retráctiles en los hombros y cuchillos progresivos extensibles diferentes al de otras unidades. A diferencia de la unidad 01, la 02 solo entra en modo berserker una vez, antes de su destrucción, aunque en Rebuild of Evangelion se muestra capaz de entrar en ese modo conscientemente. El alma contenida en su interior es la de Kyoko Zeppelin Soryu, madre de Asuka.
Su armadura es rojo intenso y naranja, con partes blancas y negras. El casco carece de apertura para la boca, y está dividido en dos secciones, la inferior cubriendo una mandíbula prolongada y la parte inferior del rostro, y la otra cubriendo la parte superior y ostentando una prominente cimera. La unidad tiene cuatro ojos, situados en el centro de su rostro tras ventanillas deslizantes, ayudados por cuatro visores orientados en los lados del rostro. Bajo la armadura, posee piel verdosa, ojos globulosos de color naranja y sangre purpúrea. Debido a estar construida en Alemania, el lenguaje por defecto de sus sistemas automatizados es alemán.
Aunque su ratio de sincronización con sus pilotos es notablemente alto, la unidad 02 recibe numerosos daños a lo largo de la serie en su papel en la destrucción de varios Ángeles, y es finalmente destruida en The End of Evangelion por los EVA de Producción en Masa de SEELE. Empalada en copias de la Lanza de Longinos, la unidad entra en modo berserk como consecuencia del encuentro de Asuka con el alma de su madre, pero solo logra alzar una mano hacia los cielos antes de ser eviscerada y descuartizada por la horda de Evangelions. No se muestra si su entry plug es destruido o no, pero Asuka presumiblemente sobrevive a tiempo de formar parte del Tercer Impacto junto con el resto de la humanidad.
En Evangelion: 2.0 You Can (Not) Advance, la armadura de la unidad recibe más partes blancas y doradas en su armadura, y su casco es rediseñado con una pequeña cornamenta dorada similar a los cuernos de un oni, así como una apertura libre de la boca. Además, los hombros altos han sido equipados con dos cuchillas cortas similares a wakizashis. Después de su introducción por parte de Asuka, la unidad es sellada a causa del Tratado del Vaticano, que estipula la presencia de solo tres Evangelions activos por país, contando a la recién llegada unidad 03. Sin embargo, vuele a ser activada para repeler a Zeruel bajo el mando de Mari Illustrious Makinami. Esta utiliza una nueva opción de la unidad llamada "modo bestia", induciéndole un estado berserker artificial que altera los rasgos físicos del Evangelion casi hasta una forma felina. A pesar de ello, la unidad es derrotada y severamente dañada, perdiendo un brazo y parte de la cabeza.
El retorno de la unidad, de nuevo pilotada por Asuka, tiene lugar en Evangelion: 3.0 You Can (Not) Redo, ahora como parte de WILLE, y siendo llamada unidad 02' (unidad 02'γ más tarde en la película). La unidad posee ahora un brazo completamente mecánico para sustituir al perdido, el cual puede convertirse en una metralladora, y ostente además prótesis de metal en varias partes de su anatomía. Utilizando equipo de movilidad espacial, hace tándem con la unidad 08 de Mari para rescatar a la unidad 01 del espacio exterior, y después para enfrentarse al Evangelion 13 y al Mark 09. En el transcurso de esta batalla, la unidad 02'γ utiliza el "modo 777" para incrementar el poder de su modo berserker, pero aun así es obligada a autodestruirse para acabar con el Mark 09. Sus restos son recuperados por WILLE al final de la película junto con las de la Unidad-08.
La Unidad-02 reaparece casi al final de la película Evangelion: 3.0+1.0 Thrice Upon a Time donde fue reconstruida junto con la Unidad-08 tras haber conseguido piezas de reparación en la sede Francesa de Euro-NERV, La unidad es utilizada en la batalla final en la Antártida donde junto con la Unidad-08 se enfrentan a la Serie de Producción de Masa Mark.07, serie la cual es destruida tras un ataque combinado entre la Unidad-02 y la Unidad-08, Más adelante intenta usar un plug de desactivación para desactivar definitivamente a la Unidad-13 (aprovechando que no tiene un Campo A.T.), pero Asuka se sorprende al ver un Campo A.T. activo, luego se da cuenta de que el Campo A.T. proviene de la Unidad-02 (aclarando que la Unidad-02 tiene miedo a la Unidad-13), como no tiene nada más que hacer, Asuka retira su parche del ojo y saca al Ángel Bardiel que contuvo en su interior activando el Código Backdoor 999, después la Unidad-02 se convierte en un gigante de luz el cual penetro su campo AT, solo para que la Unidad-13 se reactivará y retirara su Entry Plug dentro de la Unidad-02, destruyendola definitivamente volviéndola LCL.

### Evangelion Unidad 03
La unidad 03 (参号機 Sangōki?) es construida en la rama de NERV de Massachusetts, Estados Unidos, y es la primera de dos unidades pertenecientes al mismo diseño junto con la unidad 04. Tras el desastre originado por la destrucción de esta última, la unidad 03 es trasladada a Japón y asignada al piloto Toji Suzuhara, pero es infectada y controlada por el Ángel Bardiel en el trayecto. Tras una cruenta batalla, es destruida por una unidad 01 controlada por el Dummy Plug, hiriendo gravemente a su piloto (mortalmente en el manga).
El diseño de la unidad 03 es distinto al de su predecesora, recordando más a la unidad 01. Su armadura es de tono negro desvaído, alguna líneas blancas y pequeñas partes moradas y naranjas. El casco, y por extensión la cabeza, es pequeño y redondeado, de aspecto reptil, y posee dos ojos. La naturaleza del alma contenida en su interior es desconocida.
En Rebuild of Evangelion, la unidad 03 sufre pocas modificaciones en su diseño visual, aunque es pilotada por Asuka en lugar de Toji. Su destino es el mismo, con la única diferencia de que desarrolla un segundo par de brazos desde sus hombros para estrangular a la unidad 01 mientras se halla bajo la influencia de Bardiel.

### Evangelion Unidad 04
La unidad 04 (四号機 Yongōki?) es el Evangelion hermano de la unidad 03, construida en la segunda rama estadounidense situada en el desierto de Nevada. Esta unidad no aparece en la serie, ya que es destruida en una activación de prueba equipada con el motor S² extraído de Shamshel. Según informes de NERV, la unidad arrasa el cuartel y todo el terreno circundante en 89 kilómetros a la redonda, posiblemente a través de la generación de Mar de Dirac similar al creado por Leliel.
El diseño de la unidad era el mismo que el de la unidad 03, solo que de color plateado, con partes negras y rojas, visto en materiales promocionales de Gainax. Debido a su destrucción, se desconoce la identidad de su piloto (si hubo tal, ya que podría haber sido activada mediante un Dummy Plug) y la naturaleza de su alma.
A pesar de que la unidad 04 no aparece en Evangelion, sí hace apariciones en videojuegos y spin-offs, entre ellos Girlfriend of Steel 2/Angelic Days, la mayoría de las veces con Kensuke Aida como su piloto. Así mismo, un vídeo promocional de la unidad 04 sin concordancia con la serie fue lanzado por Gainax a través de una serie de pachinkos, junto con el sencillo Shuuketsu no Sono He de Megumi Hayashibara. En él se muestra a la unidad, levitando y manejada externamente por Kaworu Nagisa, enfrentándose a Ramiel (en su versión de Rebuild) en la ciudad de Tokyo-3. Después de una breve batalla, la unidad acaba con el ángel con una copia de la Lanza de Longinos.

### Evangelion Unidad 05
La unidad provisional 05 (仮設五号機 Kasetsu Gogōki?) es una nueva versión de la unidad 05 aparecida en Evangelion: 2.0 You Can (Not) Advance. En la película, la unidad es parte de las medidas de seguridad de la base de Betania, y como tal está adaptada a sus especificaciones locales. Es desplegada con Mari Illustrious Makinami como su piloto para detener la huida del Tercer Ángel, y consigue destruirlo después de una batalla desigual mediante una breve activación de su modo berserk.
Este Evangelion es completamente distinto a los demás, ya que carece de brazos y piernas, y depende totalmente de la infraestructura de la base. En lugar de piernas posee cuatro largos apéndices mecánicos en configuración centauroide que terminan en ruedas, sobre las que puede desplazarse velozmente sobre el firme de los túneles de Betania; adicionalmente, la parte inferior de su torso está equipada con retrocohetes para darle una capacidad de vuelo limitado en el exterior de la base. Los brazos de la unidad también son protésicos, rematados por una pinza y una lanza cónica en el lugar de las manos. Por su parte, la armadura es principalmente verde oscuro, con partes blancas, naranjas y grises, y su cabeza tiene un casco con una protuberancia elevada sobre la frente, debajo de la cual se abre un visor naranja, y en la mandíbula (cuando es expuesta) se distinguen dientes metálicos. La unidad 05 puede abrir la boca, pero solo a costa de la destrucción del casco. Los hombros altos rectangulares clásicos en los EVA están presentes, pero tienen esta vez antenas plegables que puede usar para conseguir energía por contacto del techo de los túneles, lo que le hace prescindir de cordón umbilical. Debido a su poco humanoide diseño, el piloto debe llevar un casco y muñequeras especiales conectadas por cables al interior del entry plug.
La unidad es desplegada apresuradamente en la película Evangelion: 2.0 You Can (Not) Advance en respuesta a la fuga del Tercer Ángel de su confinamiento, mencionándose que la base aún estaba esperando componentes para su instalación en el momento del lanzamiento. A bordo de la unidad, Makinami confronta al Ángel, y es capaz de frenar trabajosamente su huida en la azotea de la base, perdiendo dos de las patas inferiores. Entrando en modo berserk, la unidad utiliza su pinza para triturar el núcleo del Ángel, y seguidamente es autodestruida, siendo expulsado el entry plug del mismo con Mari en su interior.

### Evangelion Mark.06
La unidad Mark.06 (マークシックス Māku Shikkusu?) es un Evangelion de diseño especial fabricado por SEELE en la Base de Tabgha, en la luna, en un proceso que se muestra a lo largo de todo Rebuild of Evangelion. Es pilotada por Kaworu Nagisa, quien la utiliza para detener el Tercer Impacto iniciado por la unidad 01 tras la muerte de Zeruel. Su participación en los eventos posteriores es desconocida, pero reaparece en el clímax la tercera película de la saga, Evangelion: 3.0 You Can (Not) Redo, en la que revela albergar en su interior al Duodécimo Ángel.
Tal y como se aprecia en su proceso de construcción, el aspecto interno del EVA es radicalmente diferente a los demás y más similar a Lilith, dotado de carne blanca gelatinosa y una máscara púrpura. La armadura que oculta estos rasgos es mayormente azul oscuro y gris, con pequeñas partes naranjas. Su casco es muy similar al de la unidad 01, con el mismo cuerno y laterales, aunque con un visor rojo en vez de ojos separados. La unidad tiene la facultad de levitar y de operar sin cordón umbilical.
Tras los 14 años mencionados, la unidad es vista en el Central Dogma, donde ha crecido de tamaño varias veces con armadura incluida y ha adoptado un tono blanquecino. Se encuentra parcialmente fusionada con el cuerpo decadente de Lilith, sosteniendo las dos lanzas que permanecen insertadas en su cuerpo para mantenerla sellada. Después de ser extraídas éstas por Shinji, la unidad aparece levitando sobre la piscina de sangre que Lilith deja tras desintegrarse, y su cabeza es cortada por el Mark.09 para liberar al Ángel, dejando una cáscara vacía tras de sí.

### Evangelion Unidad 08
La unidad 08 (エヴァンゲリオン Evangerion Hachigōki?) es un Evangelion perteneciente a la organización WILLE, aparecido en Evangelion: 3.0 You Can (Not) Redo. Es pilotado por Mari Illustrious Makinami. En su primera aparición es llamada EVA Tipo 08α, siendo más tarde equipada con una nueva armadura y con la designación de EVA Tipo 08β.
Su diseño combina tanto elementos nuevos como antiguos de la serie Evangelion: su casco, que cuenta con dos alas en forma de corona, muestra un total de ocho visores verdes, sugiriendo el mismo número de ojos. y sus hombros son diferentes a los dispositivos de restricción acostumbrados. El color de la armadura es rosa, con partes blancas, negras, verdes y amarillas.
La unidad 08 es utilizada por WILLE como apoyo de la unidad 02', equipándola con armas a distancia como pistolas y rifles. Su primera misión en la película es la de auxiliar a Asuka en el rescate de la unidad 01 del espacio, destruyendo a los Evangelion Mark.04 antes de retirarse por falta de potencia. Más tarde es ocupada en defender al AAA Wunder, y finalmente tiene parte en la batalla final, enfrentándose a la unidad Mark.09 y teniendo éxito a costa de ser gravemente dañada. Una vez Kaworu se sacrifica por Shinji para detener el Cuarto Impacto, Mari logra interceptar la caída del EVA 13 y sacar la cápsula del piloto antes de que esta caiga en el subsuelo del Geofront.
Este Evangelion fue visto por primera vez en el tráiler de la película, suspendida boca arriba sobre un pozo de luz purpúrea, pero su aspecto era totalmente diferente: el casco lucía un cuerno como el de las unidades 01 y 06 y un visor en forma de ancla, y su armadura tenía un color oscuro. Sin embargo, este concepto fue abandonado para la producción de Evangelion 3.0, (siendo este tipo de concepto parcialmente utilizado a lo que es el Evangelion Unidad-13).

### Evangelion Mark.09
Aparecida en Evangelion: 3.0 You Can (Not) Redo, la unidad Mark.09 es pilotada por un clon de Rei Ayanami, y es la primera unidad mostrada en esa película cuya afiliación sigue con NERV. Al igual que el antiguo Mark-06, el diseño de este Evangelion obedece a características especiales, lo que le confiere poderes similares a los ángeles.
Esta unidad recuerda poderosamente a la unidad 00, con una armadura amarilla y blanca y un solo ojo en su casco, aunque sin la característica pieza de su mandíbula. La cabeza de la unidad es destruida a mediados de la película por un certero disparo por la unidad 08, pero esto no desactiva al Evangelion, ya que luego se revela que todo su cuerpo es un núcleo, y por ello puede sobrevivir a cualquier mutilación. La unidad es luego equipada con un casco bajo y achaparrado en forma de capucha para sustituir su primer cráneo, y es armada con una guadaña, dando como resultado una apariencia vagamente similar a la personificación de la Muerte.
Al final, la unidad es controlada remotamente por SEELE y pasa a ser un "contenedor de Adán", desplegando su casco y regenerando una nueva cabeza con múltiples ojos luminosos (dando un parecido con la Unidad-01). En esta forma, la unidad puede emitir rayos de energía similares a los de los Ángeles, y puede liberar un fluido negro para infectar estructuras electrónicas de la misma manera que Iruel. La unidad es finalmente destruida por el mecanismo de autodestrucción de la unidad 02'.

### Evangelion Unidad 13
Mostrada también en Evangelion: 3.0 You Can (Not) Redo, la unidad 13 (第13号機 Dai Jū-san-gōki?) posee la particularidad de ser el primer y único Evangelion biplaza, dotada de dos entry plugs gemelos. Creada específicamente para causar el inicio del Cuarto Impacto, es piloteada por Shinji Ikari y Kaworu Nagisa, y pertenece a NERV.
Su aspecto es casi idéntico a la unidad 01, difiriendo solo en una armadura más estilizada y abigarrada y en un número superior de ojos y brazos, contando cuatro de ambos. Sus brazos adicionales permanecen almamcenados en su peto hasta ser necesitados. Inusualmente, la unidad parece incapaz de manejar su propio campo AT, y requiere de un número de drones flotantes llamados "RS Hopper" para utilizarlo de modo defensivo. También puede moverse por levitación, y parece tener su propio suministro de energía, aunque no se revela si se debe a poseer un motor S² o a otro motivo.
Se menciona que este Evangelion es el más avanzado hasta la fecha, lo que demuestra enfrentándose simultáneamente con las unidades 02 y 08 en el clímax de la película. Cuando Shinji agarra las lanzas de Lilith, la unidad despliega su segundo par de brazos y desarrolla dos largas estructuras con forma de alas en sus hombros, tomando un brillo blanquecino en su armadura y generando un halo que activa el Cuarto Impacto. Después de que éste fracase por acción de Kaworu Nagisa, la unidad cae a tierra con el entry plug de Shinji eyectado y es posteriormente recuperada por NERV.

### Evangelion Mark.04
Evangelion Mark.04 es la designación colectiva de un número de entidades aparecidas en Evangelion: 3.0 You Can (Not) Redo. A pesar de su nombre, no se tratan de una auténtica unidad Evangelion, sino de Ángeles artificiales parcialmente mecánicos dotados de núcleos en forma de cubo. Se dividen en tres clases: la primera o Mk. 04A son sondas aéreas discoidales, capaces de desplazarse por el aire mediante sus campos AT y de atravesar otros campos AT utilizando dos largas pinzas en espiral; la segunda, Mk. 04B, se encuentra integrada en el teseracto que contiene a la unidad 01 en el espacio, y consta de un núcleo móvil que despliega largos lazos planos, los cuales emiten radiación que erosiona los campos AT; finalmente, existe otro modelo, Mk. 04C o Serie Némesis, el cual surge de debajo de la superficie de los océanos polares en los que el AAA Wunder está estacionado, y que puede crear colosales redes de energía que vaporiza al impacto. La creación y alineación de las unidades Mark.04 no se menciona en la película, aunque probablemente pertenecen a NERV.

### Evangelion Unidad 08+02
Esta unidad está presente en el tráiler de Evangelion: 3.0+1.0 Thrice Upon a Time, y parece ser una combinación de los restos de las unidades 08 y 02.
En la película está Unidad jamás aparece dándola el estado "Phantom" (estado el cual se trata de un EVA que jamás aparece en el anime y sólo en mercancía como la Unidad-04), y en su lugar aparecen versiones mejoradas de las Unidades 02 y 08

### Evangelion de Producción en Masa (PM) (unidades 05-13)
También llamados EVA Series o Serie EVA, los Evangelions de Producción en Masa (量産機 Ryousanki?) aparecen en The End of Evangelion, y son un ejército de Evangelions autónomos empleados por SEELE. Sus números de serie van de la 05 hasta la 13, y operan desde siete cuarteles de NERV alrededor del mundo, localizados en Alemania, Estados Unidos, Japón, Reino Unido, Francia, Rusia y China. Forman parte del plan de respaldo de SEELE para inicializar la Instrumentalización, aunque se componen de solo nueve de las doce unidades originalmente planeadas.
Su apariencia física es uniforme, pero profundamente diferente de todos los demás EVA. Estos Evangelions son más delgados en el pecho y hombros y más anchos en las caderas, y sus cabezas son vagamente similares al de un cetáceo o un gusano de tubo gigante; sus largas quijadas tienen labios rojos, dientes de metal y una larga lengua gris, y producen gran cantidad de saliva, mientras que no poseen ojos visibles. Su armadura es de color blanco cegador con detalles negros, en vez de las combinaciones cromáticas habituales en los EVA, y están equipadas con alas blancas que les permiten volar y que pueden ser completamente retraídas en su joroba durante el combate. Tampoco están presentes en ellos los hombros altos de los Evangelion. Su arma primaria es una espada pesada de doble filo (ooken) que puede transformarse en una réplica gris de la lanza de Longinus creada mediante un proceso desconocido. Cada unidad posee un motor S² interno, el cual les concede movilidad total (libres de un cable umbilical) sin ningún límite de tiempo.
Los EVAs de Producción en Masa están completamente automatizados, y les guían dummy plugs basados en Kaworu Nagisa, lo que les confiere la ventaja de poder ignorar todas sus lesiones al no tener un piloto humano que sienta dolor. Esta habilidad, junto con su energía ilimitada, se torna vital en su batalla contra la unidad 02 en The End of Evangelion: Asuka corta, desmiembra y mutila a la mayoría de la Serie EVA, pero no alcanza el núcleo de ninguno de ellos al no estar al tanto de la existencia de estos elementos, y de esta manera sus oponentes permanecen activos después de que la unidad 02 agote su energía. Con Asuka indefensa, los EVAs en Masa vuelan en círculos como buitres sobre su Evangelion y finalmente descienden para despedazarlo. Más tarde toman parte en el Proyecto de Complementación Humana, formando con sus cuerpos y el de la unidad 01 el Sefirot, el Árbol de la Vida de la cábala, y después de la ceremonia empalan sus núcleos con sus propias lanzas y caen a tierra en postura de crucifixión. Sus restos fosilizados son vistos al final de la película.

## Unidades EVA en otros títulos
- En el universo alterno del juego Girlfriend of Steel 2nd, Kaworu Nagisa pilota una unidad PM (la 05) con el Entry Plug estándar en vez del Dummy Plug.
- En el juego Battle Orchestra aparecen diversos EVA: el EVA Unit-Alpha (Kōgōki: 甲号機) es verde con antenas montadas en sus hombros. El EVA Unit-Beta (Otsugōki: 乙号機), pilotado por Kaworu Nagisa, es dorado y tiene alas y una katana. La unidad 04 es pilotada por Kensuke Aida.
- En el arte conceptual de Gainax se muestra a Hikari Horaki en un plug suit naranja pilotando la unidad 05, y Kensuke Aida en un plug suit verde oliva pilotando la unidad 06, según el número de sus trajes. Al parecer se trataba del diseño antiguo de estas unidades, no el que aparece en Rebuild of Evangelion.